# Chmielnik (Kierpień)
Chmielnik – przysiółek wsi Kierpień w Polsce, położony w województwie opolskim, w powiecie prudnickim, w gminie Głogówek. Historycznie leży na Górnym Śląsku, na ziemi prudnickiej. Przepływa przez niego rzeka Osobłoga.
W latach 1975–1998 przysiółek administracyjnie należał do ówczesnego województwa opolskiego.

## Nazwa
Nazwa Chmielnik oznacza w języku polskim miejsce uprawy chmielu. W historycznych dokumentach nazwę miejscowości wzmiankowano w języku niemieckim w formach: Birkenmühle (1736), Körpener Mühle (1750), Chmielnik-M. (1931). Birkenmühle było oficjalną nazwą używaną przez niemieckojęzycznych cystersów, natomiast nazwy Młyn Chmielniczki używała ludność śląska. Na początku XIX wieku utrwaliły się nazwy Chmielniker-Mühle oraz Kerppener-Mühle. W opracowanej w 1971 przez Powiatowy Inspektorat Statystyczny w Prudniku Statystycznej charakterystyce miejscowości w gromadach powiatu prudnickiego, miejscowość została wymieniona pod nazwą Chmielniki.

## Historia
Zapiski z XVI wieku wspominają wzgórze Chmielnik na północny wschód od Kierpnia. Pierwotnie znajdowała się tu plantacja chmielu, wykorzystywanego do produkcji piwa. Na wzgórzu, na łące zwanej tradycyjnie Birkenwiese (obecnie Rederra), cystersi z Kazimierza wznieśli w późnym średniowieczu młyn wodny nad rzeką Osobłogą. Do czasu sekularyzacji w 1810, wzgórze należało do dóbr cysterskich.
Pierwsza wzmianka o zniszczonym młynie w Chmielniku pochodzi z 1502. Znajdował się na często zalewanym terenie, mógł zostać zniszczony przez husytów. Teren Chmielnika pozostał niezagospodarowany do poprawy sytuacji rolniczej na Górnym Śląsku. W drugiej połowie XVI wieku młyn w Chmielniku był ponownie czynny. W 1571 Chmielnik wraz z sąsiednimi polami i łąkami został sprzedany hrabiemu von Redern, dziedzicznemu panu Dobrej. Po zakończeniu wojny trzydziestoletniej Chmielnik wspomniany jest ponownie jako własność klasztoru cystersów w Kazimierzu.
Michael, przełożony Kazimierza, 13 marca 1656 sprzedał młyn miejscowemu młynarzowi Jacobowi Schittko wraz z całym wyposażeniem za 300 talarów. Klasztor zachował własność drzew, które stały wokół młyna. Opat Johannes von Leubus potwierdził sprzedaż 30 września 1673. W łacińskich księgach kościelnych z XVII wieku wspomniany jest młynarz „Jacobus Sitko Mlynarz Chmielniczki” i jego żona „Eva Mlynarka Chmielnigka”. Pod koniec XVII wieku jako właściciel Chmielnika wymieniony jest ich syn, również Jacob, wraz z żoną Susanną. Od 1719 należał do Antona Schittko i jego żony Marianny. Według ksiąg wieczystych Kierpnia, Franz Schittko, syn Antona i Marianny, przejął młyn w 1755 od swojego brata Josepha za opłatą 500 talarów śląskich. W 1814 Johann Schittko kupił młyn od swojego ojca. Rodzina Schittko pozostała właścicielem Chmielnika do lat 20. XX wieku, następnie gospodarstwo przejęła rodzina Milka.

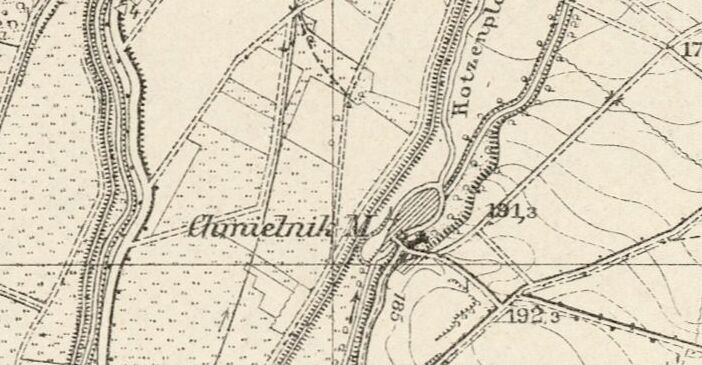
Chmielnik na mapie z 1931

W czasie wielkiej powodzi w 1903 pękł drewniany jaz młyna. Na jego miejscu zbudowano nowy jaz z kamienia, cementu i żelaza. Młyn w Chmielniku przestał funkcjonować po I wojnie światowej. W 1921 w zasięgu plebiscytu na Górnym Śląsku znalazła się tylko część powiatu prudnickiego. Chmielnik znalazł się po stronie wschodniej, w obszarze objętym plebiscytem. W źródle z 1929 mowa jest o „dawnej posiadłości młyńskiej, która nosi nazwę Chmielnikmühle”.
Po II wojnie światowej, od marca do maja 1945 powiat prudnicki znajdował się pod kontrolą radzieckiej komendantury wojskowej. 11 maja 1945 polska administracja przejęła władzę cywilną w powiecie prudnickim. Wówczas w Chmielniku została osiedlona część polskich repatriantów z Kresów Wschodnich. Niemieckojęzyczna ludność została wysiedlona na zachód. Budynki dawnego młyna popadały w ruinę. W latach 70. XX wieku zostały ostatecznie rozebrane. Jedyną pozostałością po młynie jest dawny jaz.
Jako integralna część Kierpnia, w latach 1945–1950 Chmielnik należał do województwa śląskiego, a od 1950 do województwa opolskiego. W latach 1945–1954 należał do gminy Kórnica, w latach 1954–1959 do gromady Kierpień, w 1959 do gromady Błażejowice, a w latach 1959–1972 do gromady Mochów. W spisie gromad i miejscowości w powiecie prudnickim na dzień 1 stycznia 1953 wymieniono Chmielnik jako przysiółek Kierpnia pod nazwą Chmielnice.